# Campionato mondiale maschile di hockey su pista Stoccarda 1936
Il Campionato mondiale di hockey su pista 1936 (in inglese 1936 Roller Hockey World Cup) è stata la prima edizione della massima competizione per le rappresentative di hockey su pista maschili maggiori e fu organizzata dalla Fédération Internationale de Roller Sports. La competizione si svolse dal 1º al 5 aprile 1936 a Stoccarda in Germania. 
La vittoria finale è andata alla nazionale dell'Inghilterra che si è aggiudicata il torneo per la prima volta nella sua storia.
Il torneo fu valido anche come 9ª edizione del campionato europeo.

## Formula
Il campionato del mondo 1936 vide la partecipazione di sette squadre nazionali. La manifestazione fu organizzata tramite un girone all'italiana con gare di sola andata; erano assegnati due punti per l'incontro vinto, un punto a testa per l'incontro pareggiato e zero la sconfitta. Al termine del torneo la squadra prima classificata venne proclamata campione del Mondo.

## Squadre partecipanti
| Squadra     | Partecipazioni precedenti al torneo |
| ----------- | ----------------------------------- |
| Belgio      | Esordiente                          |
| Francia     | Esordiente                          |
| Germania    | Esordiente                          |
| Inghilterra | Esordiente                          |
| Italia      | Esordiente                          |
| Portogallo  | Esordiente                          |
| Svizzera    | Esordiente                          |

Nota bene: nella sezione "partecipazioni precedenti al torneo" le date in grassetto indicano la squadra che ha vinto quell'edizione del torneo

## Svolgimento del torneo

### Classifica finale
| Pos | Squadra     | Pt | G | V | N | P | GF | GS | DG  |
| --- | ----------- | -- | - | - | - | - | -- | -- | --- |
| 1.  | Inghilterra | 11 | 6 | 5 | 1 | 0 | 21 | 2  | +19 |
| 2.  | Italia      | 10 | 6 | 4 | 2 | 0 | 16 | 9  | +7  |
| 3.  | Portogallo  | 8  | 6 | 4 | 0 | 2 | 11 | 10 | +1  |
| 4.  | Svizzera    | 7  | 6 | 3 | 1 | 2 | 15 | 14 | +1  |
| 5.  | Germania    | 3  | 6 | 1 | 1 | 4 | 10 | 14 | -4  |
| 6.  | Francia     | 3  | 6 | 1 | 1 | 4 | 10 | 16 | -6  |
| 7.  | Belgio      | 0  | 6 | 0 | 0 | 6 | 2  | 20 | -18 |

### Risultati
| Data      | Ora | Gara        | Gara | Gara        |
| --------- | --- | ----------- | ---- | ----------- |
| 1º aprile |     | Belgio      | 0-4  | Germania    |
| 1º aprile |     | Francia     | 4-6  | Svizzera    |
| 1º aprile |     | Inghilterra | 1-1  | Italia      |
| 2 aprile  |     | Belgio      | 0-5  | Inghilterra |
| 2 aprile  |     | Germania    | 2-3  | Italia      |
| 2 aprile  |     | Portogallo  | 2-0  | Svizzera    |
| 3 aprile  |     | Belgio      | 1-3  | Svizzera    |
| 3 aprile  |     | Francia     | 1-2  | Italia      |
| 3 aprile  |     | Germania    | 1-2  | Portogallo  |
| 3 aprile  |     | Germania    | 0-2  | Svizzera    |
| 3 aprile  |     | Inghilterra | 6-0  | Portogallo  |

| Data     | Ora | Gara        | Gara | Gara        |
| -------- | --- | ----------- | ---- | ----------- |
| 4 aprile |     | Belgio      | 0-4  | Italia      |
| 4 aprile |     | Belgio      | 0-2  | Portogallo  |
| 4 aprile |     | Francia     | 3-3  | Germania    |
| 4 aprile |     | Francia     | 0-3  | Portogallo  |
| 4 aprile |     | Inghilterra | 4-1  | Svizzera    |
| 5 aprile |     | Belgio      | 1-2  | Francia     |
| 5 aprile |     | Francia     | 0-1  | Inghilterra |
| 5 aprile |     | Germania    | 0-4  | Inghilterra |
| 5 aprile |     | Italia      | 3-2  | Portogallo  |
| 5 aprile |     | Italia      | 3-3  | Svizzera    |

## Campionato europeo
Il torneo fu valido anche come nona edizione dei campionati europei e venne utilizzata la graduatoria finale del campionato mondiale per determinare le posizioni in classifica. Le partecipanti al campionato del mondo erano esclusivamente nazionali europee e quindi la graduatoria fu la medesima. L'Inghilterra quindi si aggiudicò per la nona volta il torneo continentale.
| Classifica | Nazionale               |
| ---------- | ----------------------- |
| Oro        | Inghilterra (9º titolo) |
| Argento    | Italia                  |
| Bronzo     | Portogallo              |
| 4          | Svizzera                |
| 5          | Germania                |
| 6          | Francia                 |
| 7          | Belgio                  |